# Меланосома
Меланосо́ма — це органела, що міститься в клітинах царства тварин, що містить меланін та інші світлопоглинаючі пігменти.
Клітини, які містять меланосоми, називаються меланоцитами.

## Будова
Меланосоми будують ліпідну мембрану в основному у вигляді ковбасоподібних або сигароподібних форм. Форма залежить від виду, а також від типу меланоцитів.

## Синтез меланіну
Синтез меланінів являє собою складний багатоступінчастий процес, який відбувається в меланоцитах, клітинах базального шару епідермісу. Пігменти накопичуються в особливих органелах — меланосомах. По дендритних відростках меланоцитів меланосоми поступово мігрують в сусідні кератиноцити і, таким чином, розподіляються в епідермісі, визначаючи колір шкіри. У ході природної десквамації клітини, що містять пігменти, поверхневого рогового шару поступово віддаляються. Повний життєвий цикл клітини, що містить пігменти, становить приблизно 28 днів.

## Меланогенез: роль ферментів
Амінокислота тирозин є вихідним пунктом біосинтезу меланіну. Тирозин перетворюється в еумеланіни і феомеланіни за участю ферментів:
- тирозинази — її активність визначає кількість синтезованого пігменту;
- TRP1 (Tyrosine Related Protein 1) і TRP2 (Tyrosine Related Protein 2), які беруть участь в утворенні еумеланінів і впливають, таким чином, на інтенсивність забарвлення шкіри.

Расові відмінності в кольорі шкіри пов'язані не з кількістю активних меланоцитів, а з характером переважаючого пігменту, його кількістю і рівнем накопичення максимальної кількості меланосом:
- поверхневі шари епідермісу — у представників африканської раси;
- середні шари епідермісу — у європеоїдної раси;
- проміжне становище — у монголоїдної раси.

Під час вагітності слід захищати шкіру від УФ-променів. При виборі сонцезахисних засобів слід зупинятися на препаратах з механічними фільтрами на основі діоксиду титану або оксиду цинку. Хімічні фотофільтри пропускають видиму частину спектру і не перешкоджають розвитку хлоазми.
Систематичне місцеве застосування освітлюючих засобів забезпечує ефективну профілактику порушень пігментації. При цьому слід мати на увазі можливу токсичність компонентів засобів, що остлюють: гідрохінон при нанесенні на шкіру досить швидко всмоктується в кров. Тому застосування освітлюючих засобів на основі гідрохінону під час вагітності неприпустимо.

## Царство тварин
У багатьох видів риб, амфібій, ракоподібних і рептилій меланосоми можуть бути вельми мобільними всередині клітин і можуть переміщатися у відповідь на гормональну (іноді нейронну) регуляцію, ці переміщення можуть приводити до зміни забарвлення (див. хамелеон). Деяких видів риб меланосоми відповідають за забарвлення шкіри (див. камбала). У переміщенні меланосом задіяний цитоскелет і моторні білки, за участю яких меланосоми можуть переміщатися до центру клітини або до її периферії.